# Paducah, Texas
Paducah är en ort i den amerikanska delstaten Texas med en yta av 3,9 km² och en folkmängd som uppgår till 1 458 invånare (2010). Paducah är administrativ huvudort i Cottle County.
En tidig bosättare, R. Potts, anlände till Paducah i mitten av 1800-talet från Paducah, Kentucky. Han erbjöd mark åt alla nya bosättare som var beredda att stödja namnförslaget Paducah efter orten i Kentucky.

## Kända personer från Paducah
- Clarence Hailey Long, cowboy, inspirationskälla för reklamkampanjen Marlboro Man